# Szent György-hegy

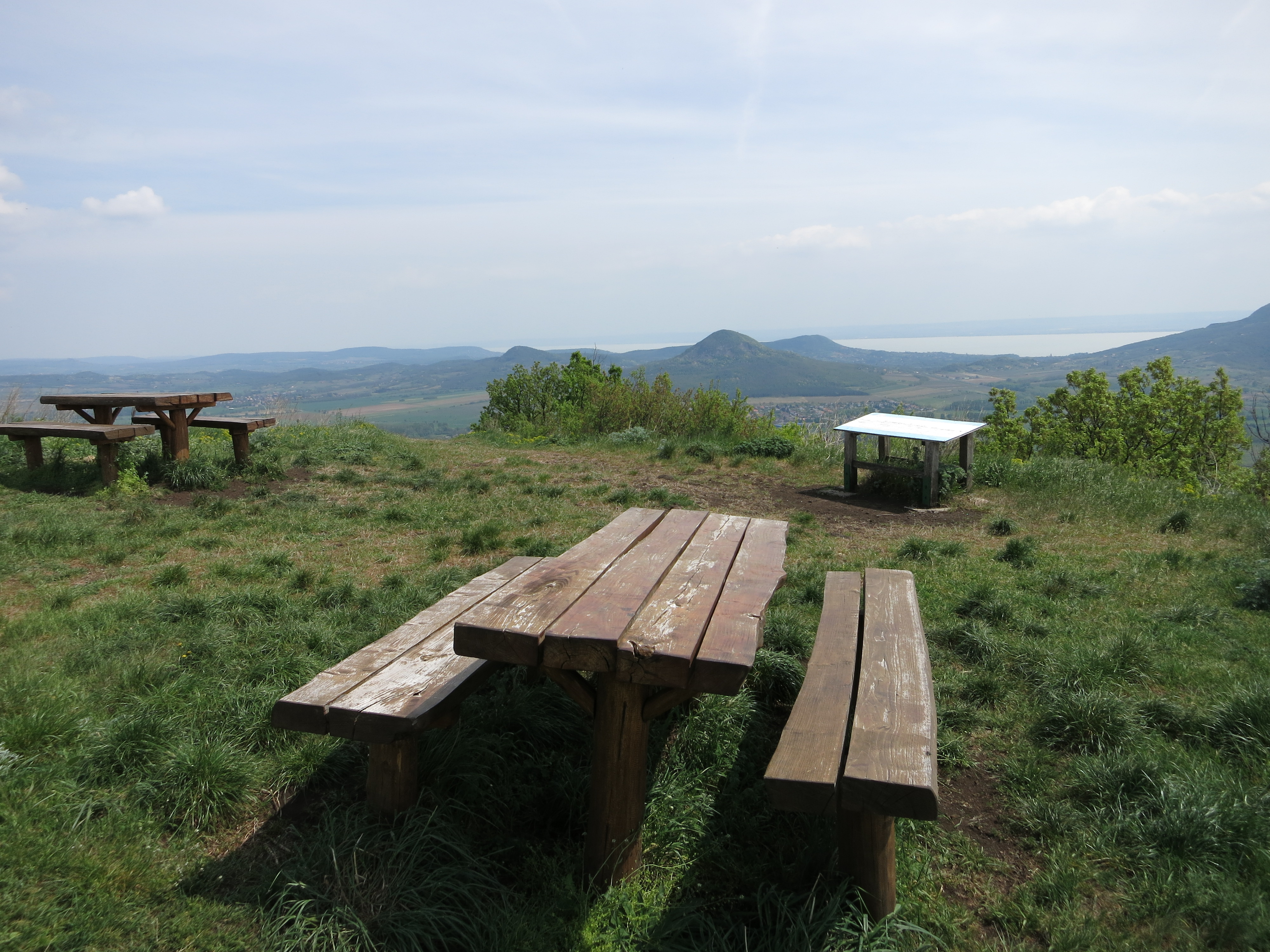
Auf dem Gipfel

Der Szent György-hegy, deutsch Sankt-Georgs-Berg, ist ein Berg in der ungarischen Gemeinde Tapolca, nicht weit vom Plattensee entfernt.
Er ist vulkanischen Ursprungs und an mehreren Stellen sind Basaltsäulen zu sehen. Es handelt sich um einen kleinen Stratovulkan des pannonischen Vulkanismus im Neogen.
Mehrere Wanderwege führen hinauf, darunter ein blau markierter Rundweg, der an der Kapelle Lengyel-kápolna am Südhang des Berges beginnt. Auf dem Gipfel befinden sich Picknickbänke und eine Aussichtstafel. Von hier hat man einen Rundblick auf den Plattensee, die Stadt Tapolca sowie mehrere weitere Berge ebenfalls vulkanischen Ursprungs, darunter den Badacsony.